# 襄河镇
襄河镇，是中华人民共和国安徽省滁州市全椒县下辖的一个乡镇级行政单位。

## 行政区划
襄河镇下辖以下地区：
新华社区、新南社区、儒林社区、汪塘社区、屏山社区、南麓社区、笔峰社区、水上社区、果园社区、太平社区、城东社区、宝林社区、南屏社区、庄曹社区、襄河社区、秦岗社区、江海社区、万寿社区、城南社区、传塘社区、花园村、老观陈村、千佛庵村、杨桥村、长安村、邱唐村、八波村和教场村。